# From the Storm of Shadows
From the Storm of Shadows – demo norweskiej grupy muzycznej The Kovenant. Wydawnictwo ukazało się w 1994 roku, zawiera 3 utwory utrzymane w stylu black metal. W 1995 utwory z dema zostały zremasterowane i wydane na pierwszej pełnometrażowej płycie In Times Before the Light.

## Lista utworów
1. „In Times Before the Light” – 6:03
2. „Visions of a Lost Kingdom” – 3:30
3. „From the Storm of Shadows” – 5:17

## Twórcy
- Nagash – śpiew, perkusja, sample
- Blackheart – gitara, gitara basowa, sample